# 다오배찌 붐힐대소동
《다오배찌 붐힐대소동》(약칭 ‘다배붐소’)은 대한민국의 넥슨 코리아와 동우에이앤이가 공동 제작한 애니메이션이다. 온라인 게임인 크레이지 아케이드와 카트라이더를 바탕으로 제작되었으며, 2007년 11월 15일부터 2008년 5월 15일까지 KBS 2TV에서 방송되었다.

## 방송 일시
| 방송 채널 | 방송일                             | 방송 시간                  |
| --------- | ---------------------------------- | -------------------------- |
| KBS 2TV   | 2007년 11월 15일 ~ 2008년 5월 15일 | 목요일 오후 5시 30분 ~ 6시 |

## 목소리 출연
- 정미숙 : 다오 역
- 김선혜 : 배찌, 우니 역
- 정현경 : 디지니 역
- 은영선 : 마리드, 케피 역
- 이진화 : 에띠 역
- 이현주 : 모스 역
- 김환진 : 로두마니 역
- 이장원 : 산타클라라, 노예선장 역
- 홍범기 : 닥터 R 역
- 홍진욱 : 세이버 역
- 김서영 : 고양이 역

## 제작진
- 총괄 프로듀서 : 정영석
- 마케팅 총괄 : 민용재
- 마케팅 기획 · 진행 : 김이영, 이성학, 권용주
- 제작 총괄 : 김영두
- 기획 총괄 : 조금남
- 프로듀서 : 강석우
- 라인 프로듀서 : 홍제미나
- AD : 윤가람
- 총감독 : 한태호
- 시나리오 : 김의찬
- 디자인 감독 : 김성훈
- 연출 감독 : 김용찬
- 아트 디렉터 : 최보열
- 배경 디자인 : 도현소, 이현미, 이정건
- 소품 디자인 : 유미라, 김준호
- 제작 담당 : 유동훈
- 제작 프로듀서 : 박종곡, 이애경
- 스토리보드 : 고승현, 박소영
- 작화 연출감독 : 김재웅
- 레이아웃 : 이경수
- 원화 : 정효상, 김은아, 유경상, 박양, 남연주
- 원화 작감 : 박진미
- 동화 작감 : 김기희, 박선미
- 동화 : 박근호, 서용주, 유은영, 배경미, 김연희, 장문희, 안지영, 서선영, 조숙희, 김은희, 김현숙, 한민석, 홍성희, 김영주
- 파이널 : 최종민
- 색지정 : 유은정
- 배경 : 디자인 소스
- 스캔 : 전미옥, 유민용
- 채색 : 송인성, 김규동
- 촬영팀장 : 김강옥, 최덕규
- 촬영 : 최은주, 양주희, 심철호, 박지원, 박장호, 민정현, 김언식
- 3D : 박민선
- HD 담당 : 홍종훈
- HD 제작 : 서울통상진흥원, 서울애니메이션센터 영상편집실
- 편집 : 윤철희
- 녹음 : 지지사운드
- 녹음 · 믹싱 : 김희집, 서원영, 양창원
- 사운드 디자인 : 이에스더
- 음악 감독 : 이상호
- 뮤직 스코어링 : 홍진선, 언루프(이원조, 김정혁)
- 주제가 작사 · 작곡 : 이상호
- 주제가 노래 : 인경희
- 오프닝 타이틀 : 김용찬
- 엔딩 타이틀 : 김성훈
- 기획: KBS
- 제작: 넥슨 코리아, 동우에이앤이
- 저작권: 2007 ~ 2008 넥슨 코리아, 동우에이앤이 All rights reserved.

## 방송 회차
| 회차       | 주제                      | 방송 일자        |
| ---------- | ------------------------- | ---------------- |
| 1화        | 착하게 살자               | 2007년 11월 15일 |
| 2화        | 스스로 대장이 된 다오     | 11월 22일        |
| 2화        | 반짝반짝 빛나는           | 11월 22일        |
| 3화        | 착한 어린이 도장 쾅 쾅 쾅 | 11월 29일        |
| 3화        | 힘 센 주먹 디지니         | 11월 29일        |
| 4화        | 물풍선을 그대 품 안에     | 12월 6일         |
| 4화        | 가짜 물풍선 조작 파문     | 12월 6일         |
| 5화        | 연애 고수 마리드          | 12월 13일        |
| 5화        | 커플 발표회를 저지하라    | 12월 13일        |
| 6화        | 우정의 오리               | 12월 20일        |
| 6화        | 황제 물개의 여름 궁전     | 12월 20일        |
| 7화        | 기저귀 빠는 다오          | 12월 27일        |
| 7화        | 비밀 약속                 | 12월 27일        |
| 8화        | 양심의 산타클라라         | 2008년 1월 3일   |
| 8화        | 대장의 조건               | 2008년 1월 3일   |
| 9화        | 해적단 가입을 축하합니다  | 1월 10일         |
| 9화        | 잠 못 드는 대장 다오      | 1월 10일         |
| 10화       | 모두를 살린 둥둥이 춤     | 1월 17일         |
| 10화       | 다오는 누구 편일까        | 1월 17일         |
| 11화       | 불편 신고를 받습니다      | 1월 24일         |
| 11화       | 부대장은 나야             | 1월 24일         |
| 12화       | 대포를 쏴 주세요          | 1월 31일         |
| 12화       | 박쥐 응가의 비밀          | 1월 31일         |
| 13화       | 최첨단을 자랑하는         | 2월 14일         |
| 13화       | 이랬다 저랬다             | 2월 14일         |
| 14화       | 신나게 흔들 흔들 다같이   | 2월 21일         |
| 14화       | 다람쥐 가족               | 2월 21일         |
| 15화       | 고양이를 믿지 마세요      | 2월 28일         |
| 15화       | 한 명 추가요              | 2월 28일         |
| 16화       | 디지니가 나섰다           | 3월 6일          |
| 16화       | 운명의 한 표              | 3월 6일          |
| 17화       | 문제의 돌왕관             | 3월 13일         |
| 17화       | 물풍선 방어 벨트          | 3월 13일         |
| 18화       | 오아시스를 찾아서         | 3월 20일         |
| 18화       | 곡예사 땡이 아저씨        | 3월 20일         |
| 19화       | 변덕 부린 로두마니        | 3월 27일         |
| 19화       | 내가 로두 아이래요        | 3월 27일         |
| 20화       | 주문을 외워봐             | 4월 3일          |
| 20화       | 닥터 알 미워 미워         | 4월 3일          |
| 21화       | 붐힐의 대 혼란            | 4월 10일         |
| 21화       | 디지니의 웨딩             | 4월 10일         |
| 22화       | 자유를 주세요             | 4월 17일         |
| 22화       | 희망을 찾아서             | 4월 17일         |
| 23화       | 챔프 챔프                 | 4월 24일         |
| 23화       | 다오 너 왜 이래           | 4월 24일         |
| 24화       | 배찌의 가방을 노려라      | 5월 1일          |
| 24화       | 두 번 속은 마리드         | 5월 1일          |
| 25화       | 황금이의 비밀             | 5월 8일          |
| 25화       | 해적선을 뜯어 뜯어        | 5월 8일          |
| 최종화(26) | 다오의 물풍선             | 5월 15일         |
| 최종화(26) | 최후의 승리자             | 5월 15일         |

## 줄거리
붐힐마을은 믿을 수 없을 정도로 원래 평화와 행복이 가득 넘쳐났다. 그런데 어느날 갑자기 붐힐마을의 모든 어른들(세이버나 산타도 어른 캐릭터이지만 등장하였으므로 제외)이 갑자기 하루아침에 사라지는 사건이 발생하였다. 이 때를 이용해 남은 붐힐마을의 아이들은 장난을 치고 금기의 세이버 호수까지 들어가는데, 한편 모범생인 다오는 아이들의 장난행위 증거를 남겨 아버지의 뒤를 따라 붐힐마을 경찰서장이 되려고 하려고 했지만, 다 소용 없었다. 한편 세이버는 아이들이 착한 일을 하지 않자 착한 일을 하게 만들려고 무시무시한 해적 로두마니를 붐힐마을로 불러들이는데...

## 등장 인물
- 다오
- 배찌
- 마리드
- 에띠
- 모스
- 우니
- 케피

### 그 외에
- 로두마니
- 세이버
- 산타
- 닥터 알(R)